# Oligodon eberhardti
Oligodon catenata là một loài rắn trong họ Rắn nước. Loài này được Pellegrin mô tả khoa học đầu tiên năm 1910.